# Котези (Равно)
Котези је насељено место у општини Равно која административно припада Херцеговачко-неретванском кантону, Федерација БиХ, Босна и Херцеговина. Котези је подељено међуентитетском линијом између града Требиња и општине Равно. Према попису становништва из 2013. у насељу није било становника.

## Становништво
У насељу је према попису становништва из 1991. године живело 22 становника, а насеље је било већински настањено Хрватима. Према попису из 2013. године насеље је без становника.
| Националност | 2013. | 1991.      | 1981.    | 1971.      |
| Срби         | —     | 6 (27,3%)  | 10 (20%) | 12 (10,9%) |
| Хрвати       | —     | 16 (72,7%) | 38 (76%) | 86 (78,2%) |
| Муслимани    | —     | —          | 2 (4%)   | 12 (10,9%) |
| Укупно       | 0     | 22         | 50       | 110        |